# Estadio de Fútbol de Gwangyang
El Estadio de Gwangyang también nombrado Dragon Dungeon es un estadio ubicado en la ciudad de Gwangyang, Corea del Sur. Su césped es natural y su aforo total es cercano a los 20,000 asientos, aunque restringido a 13.500 espectadores para partidos de liga. Fue uno de los primeros campos en Corea del Sur que se diseñó específicamente para albergar partidos de fútbol, y es desde 1995 la casa del Jeonnam Dragons de la K-League, la liga coreana de fútbol.
En 2007 albergó siete partidos de la Copa Mundial de Fútbol Sub-17 celebrada en el país.